# Azzan
Azzan (en arabe : عزان) est un village du gouvernorat de Shabwah, au Yémen. Il a été la capitale du Sultanat Wahidi d'Azzan.